# 三澤照夫
三澤 照夫（みさわ てるお、1978年12月11日 - ）は、日本の元プロボクサー。第20代日本ミニマム級王者。埼玉県熊谷市出身。帝拳ボクシングジム所属。身長157cm。明治大学法学部卒業。

## 来歴
大学進学と同時に18歳で帝拳ジムに入門。鈴木啓正に指導を受ける。
1998年10月3日、プロデビュー戦に2RKO勝利を収めた。
1999年9月27日、東日本ライトフライ級新人王トーナメントに出場も、準決勝で北野隼に敗れ5連勝でストップと共に敗退。その後ライトフライ級からミニマム級に階級を落とした。
2005年3月19日、その後12戦9勝3引分で日本ミニマム級王者小熊坂諭に挑戦するが、判定で敗れ挑戦に失敗。
2005年11月8日、1勝後元日本ミニマム級王者鈴木誠との試合で10R判定勝利を収めた。
2006年8月12日、高山勝成が返上したタイトルをかけ、高山にタイトルを奪取された小熊坂と日本ミニマム級王座決定戦を行うが、10R引分判定でタイトル奪取に再度失敗。
2006年12月16日、再度小熊坂と王座決定戦を行う。3度目にして遂に、10R判定で勝利。日本タイトル獲得に成功。
2007年5月5日、初の防衛戦を黒木健孝と行い、7R負傷判定負けで王座陥落。
2008年4月2日、1戦1勝後黒木に挑戦も10R判定負けで再度の戴冠はならず。
2008年11月7日、中国四川省成都市でWBC世界ミニマム級暫定王者ファン・パラシオス（ベネズエラ）に挑戦。WBC総会のイベントとして行われた試合だったが、7RTKOで敗れ戴冠ならず、引退を表明。12月25日、日本ボクシングコミッションランキング委員会で現役引退が報告された。

## 獲得タイトル
- 第20代日本ミニマム級王座（防衛0）